# فيث هيل
أودري فيث بيري ماكغرو (بالإنجليزية: Faith Hill)‏، المعروفة باسم فيث هيل (ولدت في 21 سبتمبر 1967، في جاكسون، مسيسيبي)، هي مغنية كنتري أمريكية.

## سيرة
بدأت فيث مسيرتها الغنائية حينما كان عمرها سبعة سنوات. في ذلك الوقت كانت تغني لفرق صغيرة وفي كنيستها. في عام 1993 أطلقت أغنيتها الأولى، "Wild One". بعد فترة قصيرة استطاعت الأغنية الوصول إلى المركز الأوّل في سباق أغاني بيلبورد لموسيقى الكنتري. في 21 يناير 1994، أصبحت فيث هيل أول مغنية كنتري تتصدر سباق أغاني بيلبورد الرئيسي لأربعة أسابيع متتالية منذ عام 1964. بين عامي 1994 و1995، أخذت فيث بالتجول لإحياء الحفلات في مناطق مختلفة مع ريبا ماكينتاير، وبروكس ودون، وألن جاكسن، وجورج سترايت. في 1996 أدّت أغنيات في حفل ختام الألعاب الأولمبية 1996 الصيفية في أطلانطا، وقد شاهدها أكثر من 3.5 مليار شخص.
وفي نفس العام تزوجت من مغني الكنتري المشهور تيم ماكغرو. فقامت بتسجيل أغنية مع ماكغرو وهي "It's Your Love"، التي كانت في المركز الأوّل لستّة أسابيع، كما فازت الأغنية بجائزة CMA وقد كانت أولى الجوائز لفيث هيل عام 1997.
أنتج فيث هيل ألبوماً عام 1998 هو "This Kiss"، الذي حقق مبيعات كبيرة ووصل إلى المركز أوّل سباق أغاني بيلبورد لموسيقى الكنتري، كما وصل للمركز السابع في أفضل 100 لبيلبورد. في عام 1998 حصل فيديو "This Kiss" على جائزة CMA. بفضل أغنيات مثل "Let Me Let Go" و"Just to Hear You Say That You Love Me" (دويتو آخر مع ماكغرو)، استطاعت فيث بيع أكثر من 6 ملايين نسخة.
أصدرت ألبوماً آخر في عام 1999 وهو "Breathe" الذي وصل لأول مرّة إلى المركز الأوّل في أفضل 200 ألبوم لبيلبورد وتم بيع أكثر من 8 ملايين نسخة منه. الأغنية التي تحمل اسم الألبوم بقت في المركز الأوّل لستّة أسابيع ووصل إلى قمة قائمة أفضل أغاني الكبار المعاصرة وأفضل 40 أغنية أيضاً.
حصلت فيث هيل على ثلاثة جوائز غرامي في عام 2000، لفضل أداء ريفي نسائي، وأفضل ألبوم كنتري، وأفضل أغنية كنتري تعاونية، وهي أغنيتها مع ماكغرو "Let's Make Love". في نفس العام فازت بجائزة أفضل مغنية كنتري للعام في حفل جوائز CMA.
ألبومها لعام 2002 (Cry) بيع أكثر من مليوني نسخة منه. كما فازت الأغنية التي تحمل نفس اسم الألبوم عام 2003 بجائزة جرامي لأفضل أداء نسائي لموسيقى الكنتري. في عام 2004 مثلت دوراً مسانداً في فيلم «زوجات ستيبفورد» (مع نيكول كيدمان وبيت مدلير)، وأصدرت ألبوماً آخراً في عام 2005 وهو "Fireflies".

## وصلات خارجية
- فيث هيل على موقع IMDb (الإنجليزية)
- فيث هيل على موقع الموسوعة البريطانية (الإنجليزية)
- فيث هيل على موقع روتن توميتوز (الإنجليزية)
- فيث هيل على موقع ميوزك برينز (الإنجليزية)
- فيث هيل على موقع رولينغ ستون (الإنجليزية)
- فيث هيل على موقع إن إن دي بي (الإنجليزية)
- فيث هيل على موقع أول ميوزيك (الإنجليزية)
- فيث هيل على موقع ديسكوغز (الإنجليزية)
- فيث هيل على موقع قاعدة بيانات الفيلم (الإنجليزية)
- الموقع الرسمي